# Клопочин (Володимирський район)
Клопо́чин — село в Україні, у Павлівській сільській громаді Володимирського району Волинської області. Населення становить 329 осіб.

## Географія
Село розташоване на правому березі річки Луга.

## Історія
У 1906 році село Порицької волості Володимир-Волинського повіту Волинської губернії. Відстань від повітового міста 23 верст, від волості 3. Дворів 53, мешканців 293.
12 червня 2020 року, відповідно до розпорядження Кабінету Міністрів України № 708-р «Про визначення адміністративних центрів та затвердження територій територіальних громад Волинської області», увійшло до складу Павлівської сільської територіальної громади.
19 липня 2020 року, в результаті адміністративно-територіальної реформи та ліквідації  Іваничівського району, село увійшло до новоутвореного Володимир-Волинського району (від 18 липня 2022 Володимирського).

## Населення
Згідно з переписом УРСР 1989 року чисельність наявного населення села становила 322 особи, з яких 139 чоловіків та 183 жінки.
За переписом населення України 2001 року в селі мешкало 328 осіб.

### Мова
Розподіл населення за рідною мовою за даними перепису 2001 року:
| Мова       | Відсоток |
| ---------- | -------- |
| українська | 98,18 %  |
| російська  | 1,82 %   |

## Галерея

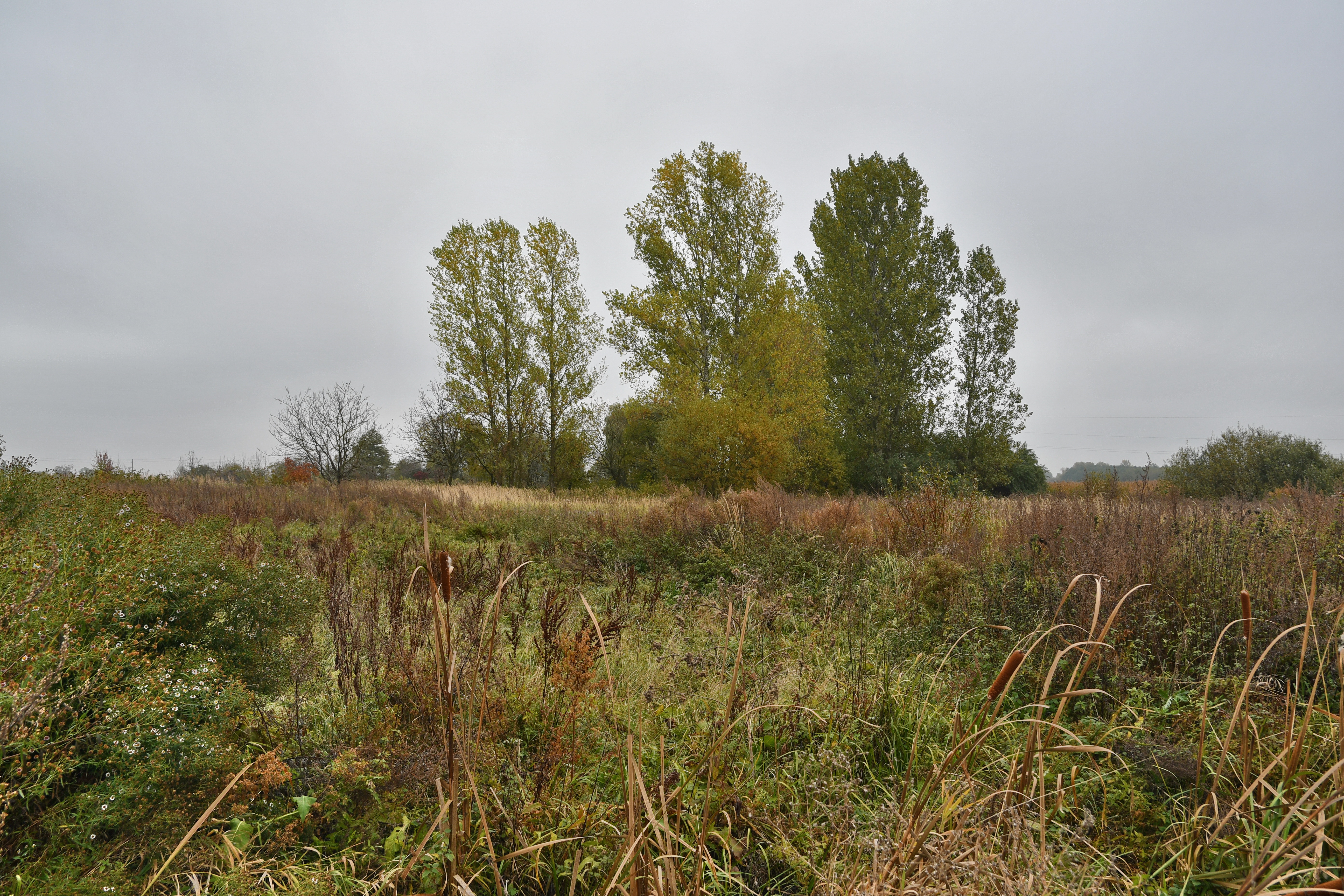
Клопочин-1, поселення одношарове ранньозалізного часу
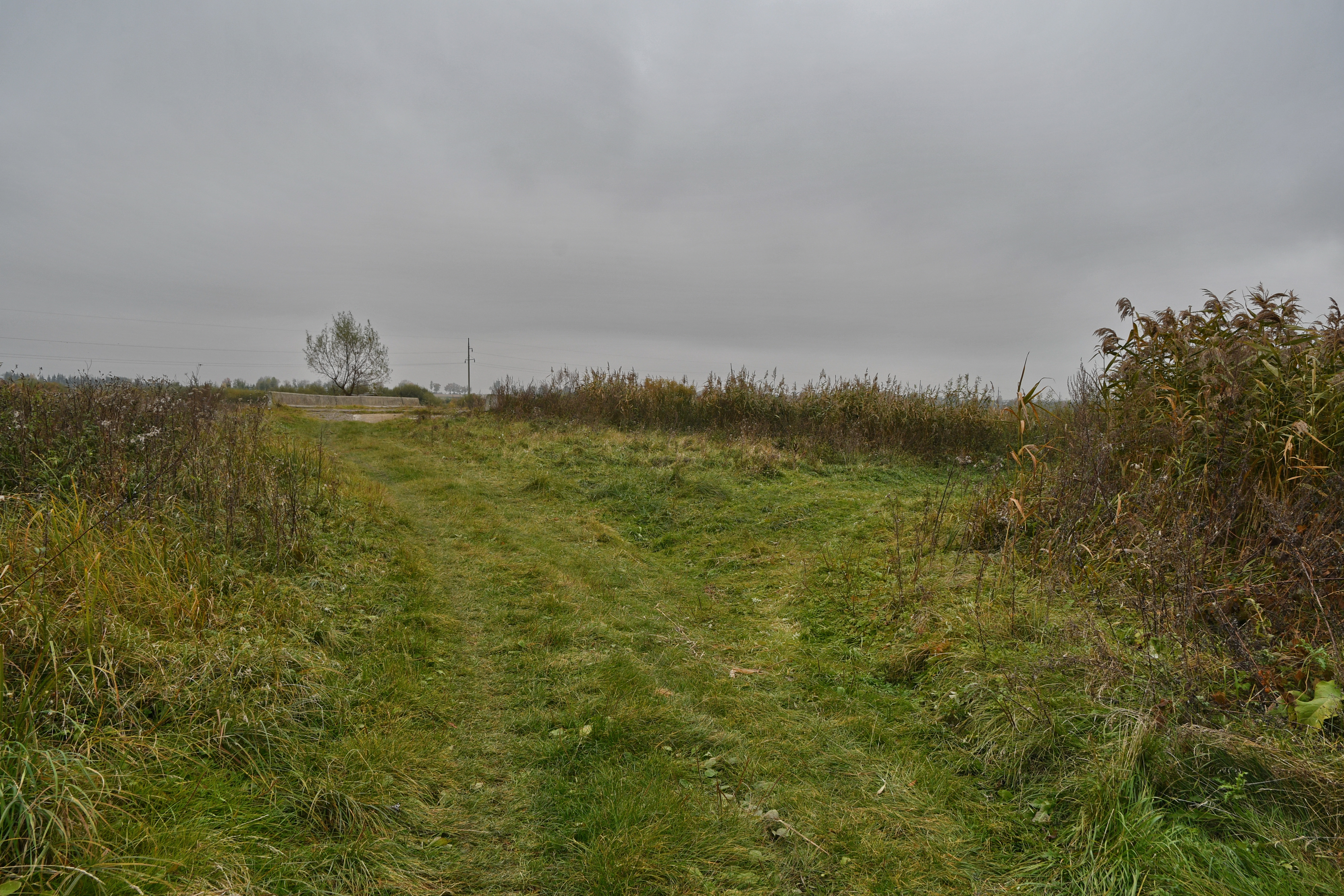
Клопочин-2, поселення багатошарове: городоцько-здовбицька культура доби бронзи, ранньозалізна доба, давньоруський час Х—ХІІІ ст.